# Leuben-Schleinitz

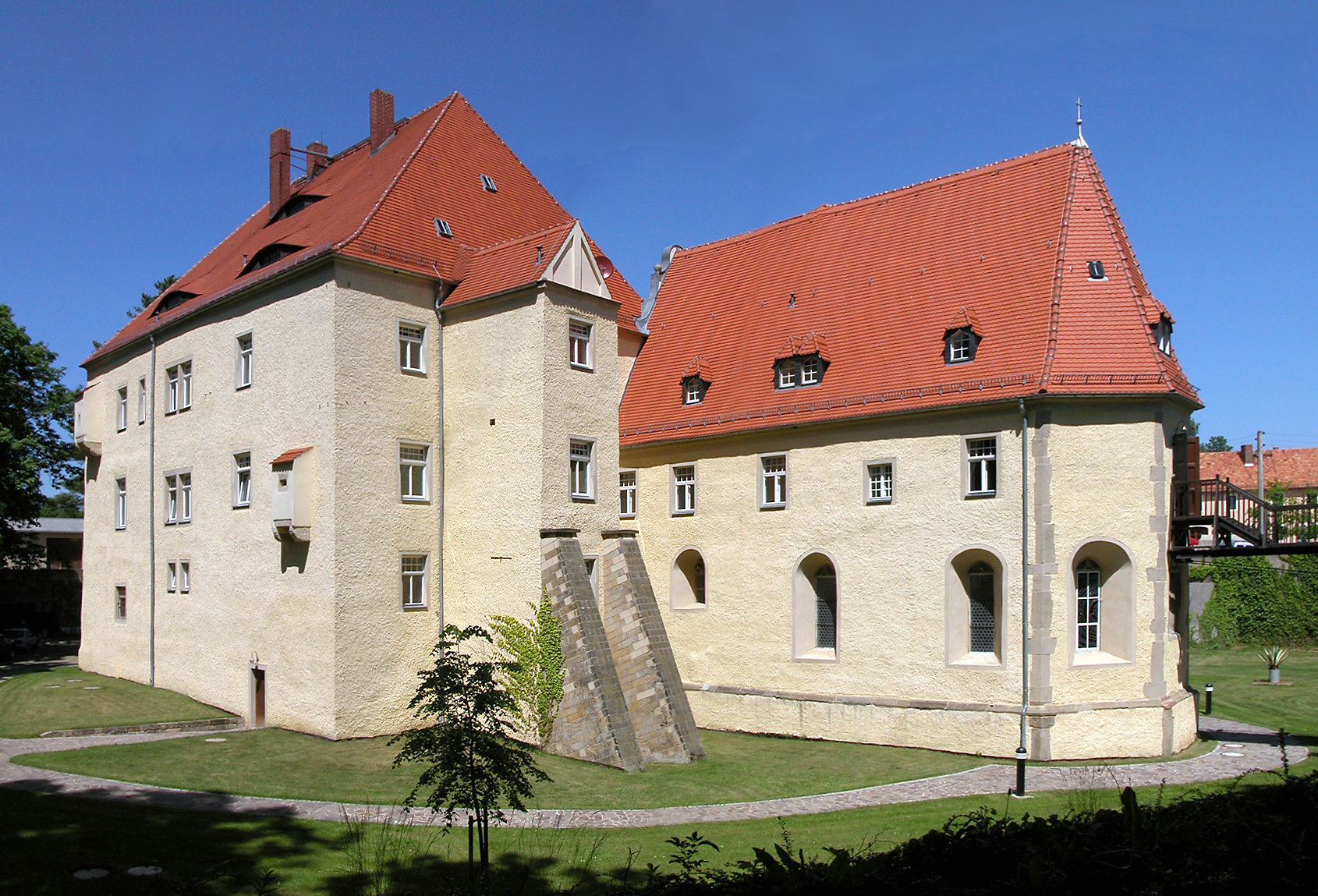
Schloss Schleinitz

Leuben-Schleinitz war eine Gemeinde im Zentrum Sachsens, im Landkreis Meißen. Sie war Teil der aufgelösten Verwaltungsgemeinschaft Ketzerbachtal. Leuben und Schleinitz sind seit der Eingemeindung am 1. Januar 2014 Ortsteile von Nossen. Leuben hatte 2019 391 Einwohner. Schleinitz hatte 2019 98 Einwohner.

## Geographie
Der Ort liegt etwa 13 km westlich von Meißen und etwa 5 km südlich von Lommatzsch am Ketzerbach im Süden der Lommatzscher Pflege. Angrenzende Gemeinden waren die Stadt Lommatzsch, Käbschütztal und Ketzerbachtal im Landkreis Meißen sowie Döbeln im Landkreis Mittelsachsen.
Vor ihrer Auflösung hatte die Gemeinde Leuben-Schleinitz folgende Ortsteile:
| - Badersen - Dobschütz - Eulitz - Graupzig - Leuben | - Lossen - Mertitz - Mettelwitz - Perba - Praterschütz | - Pröda - Raßlitz - Schleinitz - Wahnitz - Wauden |

Der durchschnittliche Jahresniederschlag der Jahre 1961 bis 1990 betrug 582 mm und liegt damit außer in den Monaten August und September im Bereich der Messstellen, die 15 Prozent der niedrigsten Niederschlagsmengen aller deutschen Messstellen aufwiesen. Der trockenste Monat war der Februar, die meisten Niederschläge fielen im August.

## Geschichte

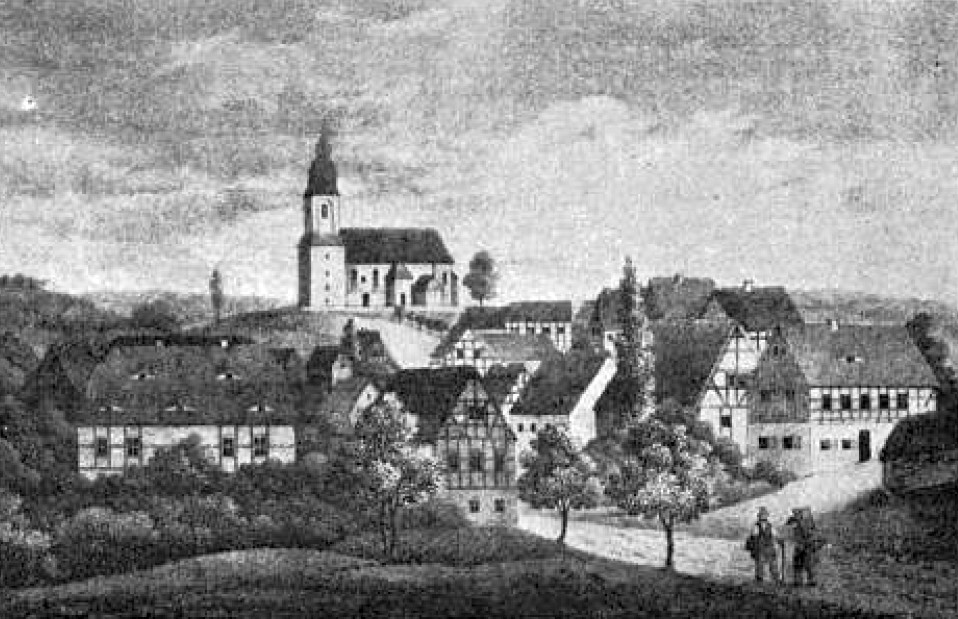
Leuben um 1830

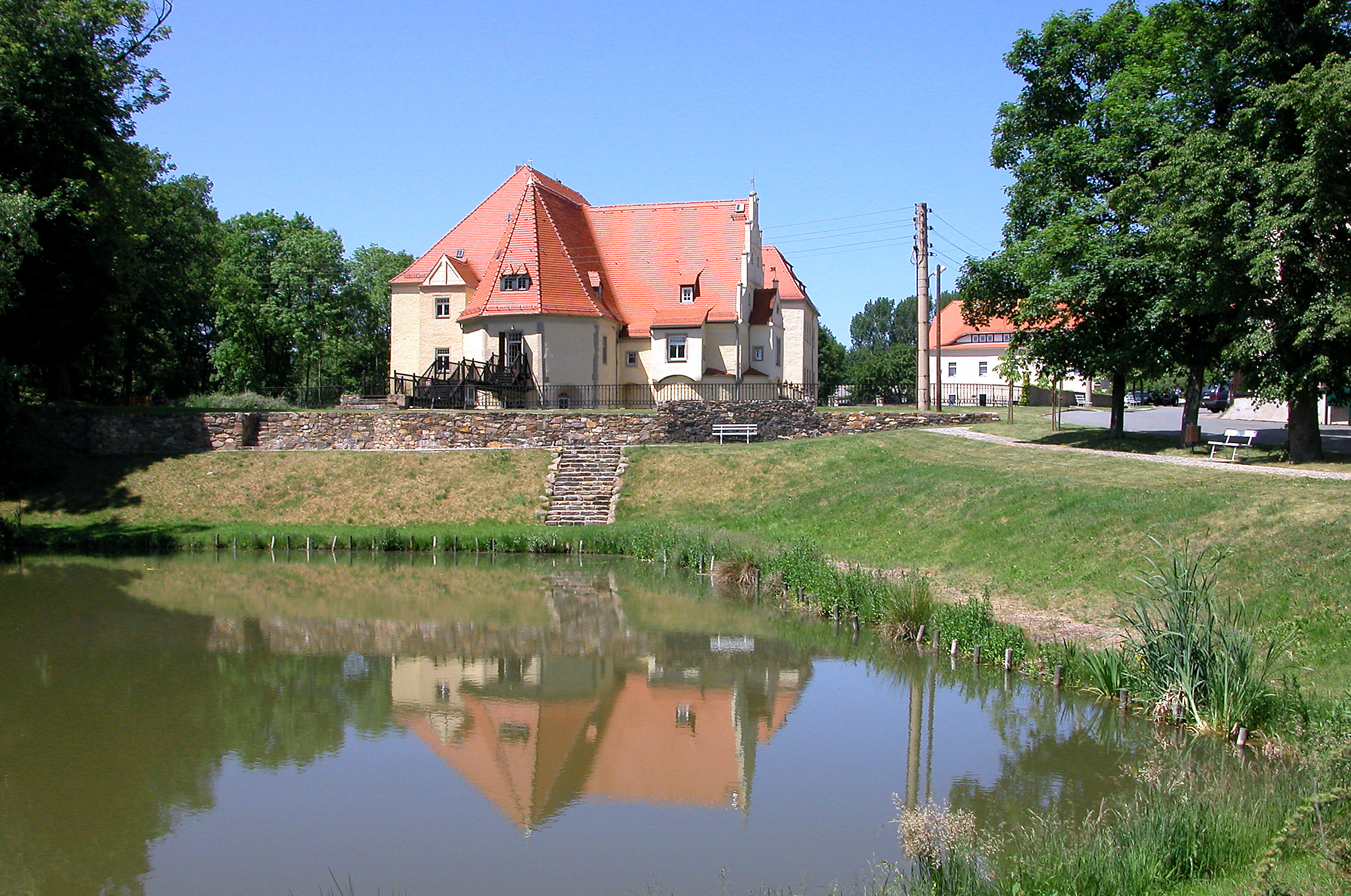
Schloss Schleinitz

Die Ortsnamen der früher zur Gemeinde Leuben-Schleinitz gehörenden Dörfer haben zumeist altsorbische Ursprünge. Die erste Erwähnung von Leuben datiert auf das Jahr 1069. Der Ort Schleinitz entstand im 13. Jahrhundert um die damals vorhandene Wasserburg und war somit Herrensitz. Die heutige Gemeinde entstand am 1. Januar 1993 durch den Zusammenschluss beider Orte.
Bereits am 1. Juli 1950 wurde die bis dahin eigenständige Gemeinde Pröda nach Schleinitz eingemeindet.
Am 6. November 2013 beschloss der Gemeinderat die Aufhebung der Verwaltungsgemeinschaft mit der Gemeinde Ketzerbachtal und die Eingemeindung in die Stadt Nossen, die am 1. Januar 2014 erfolgte.
Von 1927 bis 1933 bekleidete Marie Rudolph in Schleinitz das Amt des Bürgermeisters und war damit die erste Bürgermeisterin Sachsens. Gerhard Doleschal von der FDP gewann die Bürgermeisterwahlen 1994 (53,4 %), 2001 (92,4 %) und 2008 (96,9 %) und war damit erster und einziger Bürgermeister von Leuben-Schleinitz.

### Eingemeindungen
Am 1. November 1935 wurden Eulitz (1925: 261 Einwohner), Graupzig (1925: 321 Einwohner) und Raßlitz (1925: 60 Einwohner) nach Leuben eingemeindet. Zum selben Stichtag erfolgten die Eingemeindungen von Lossen (1925: 181 Einwohner) und Wauden (1925: 81 Einwohner) nach Schleinitz, diejenigen von Badersen (1925: 94 Einwohner), Dobschütz (1925: 16 Einwohner) und Praterschütz (1925: 111 Einwohner) nach Pröda sowie diejenigen von Mertitz (1925: 85 Einwohner) und Mettelwitz (1925: 92 Einwohner) nach Wahnitz. Am 1. Juli 1950 wurde Pröda nach Schleinitz eingemeindet. Am 1. Mai 1974 folgte die Eingemeindung von Wahnitz nach Leuben.

### Einwohnerentwicklung
Die Statistik nennt 1939 für Leuben 1155, für Schleinitz 512, für Pröda 281 und für Wahnitz 279 Einwohner, was aufsummiert 2227 Einwohner ergibt. Während Leuben-Schleinitz im Jahre 2000 noch 1738 Einwohner zählte, ging die Bevölkerungszahl bis zum 31. Dezember 2010 auf 1411 zurück. 2013 gab es 1292 Einwohner.

## Kultur und Sehenswürdigkeiten
Das Schloss Schleinitz ist ein spätgotisches ehemaliges Wasserschloss im Renaissancestil, das heute für Events genutzt wird. Im Ortsteil Graupzig befindet sich die Niedermühle, eine heute noch funktionstüchtige Wassermühle.

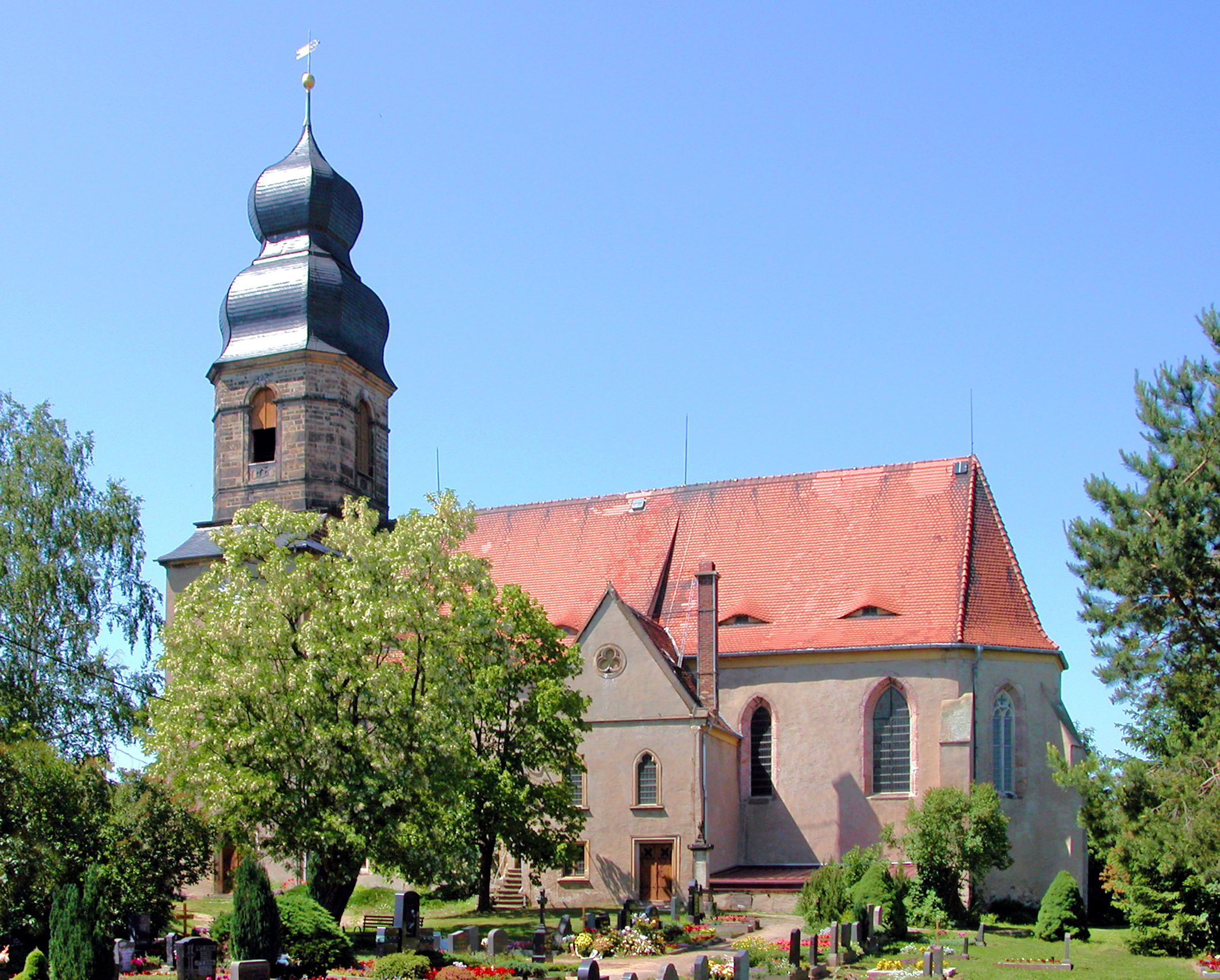
Blick zur Kirche in Leuben

Auf einem Felshügel mitten im Ortsteil Leuben befindet sich die verhältnismäßig große Marienkirche. Anno 1069 wird in Leuben ein Burgward erwähnt. An seiner Stelle steht heute, weithin sichtbar, die gotische Marienkirche, welche zu Anfang des 16. Jahrhunderts als Patronatskirche der Herren von Schleinitz erbaut wurde. Ältere, bereits vorhandene Teile wurden teilweise in den gotischen Neubau mit einbezogen. Bedeutsam ist das phantasievolle Zellen-Netz-Gewölbe in Kirchenschiff und Chorraum, dessen Form vermutlich auf Vorbilder von Arnold von Westfalen zurückzuführen sind. 1738 schlug ein Blitz in den Kirchturm ein. Um ein Übergreifen der Flammen zu verhindern, mussten Orgel, Kanzel, Bestände, Taufbecken und Altar herausgerissen werden.
Um 1740 wurde als Folge dessen ein neuer barocker Turmoberbau errichtet. Im Laufe der Zeit erfolgten mehrfach Veränderungen an der Kirche. Den Chorraum schmücken drei farbige Bleiglasfenster, dabei das mittlere mit Motiven des Auferstandenen. In der Turmhalle befinden sich wertvolle Epitaphien (Grabinschriften) einiger Kirchenpatronen u. a. die des Rudolf von Rechenberg (gestorben 1555), welcher sich als Visitator für die Verbreitung der lutherischen Lehre einsetzte. Die um 1890 von Orgelbaumeister Franz Emil Keller gebaute Orgel wurde 1999 überholt. Im Turm befindet sich eine kleine Ausstellung über die heimlichen Bewohner der Kirche: Fledermäuse, Schleiereulen und Turmfalken.

## Wirtschaft und Infrastruktur
Die Bundesautobahn 14 verläuft südlich der ehemaligen Gemeinde und ist über den Anschluss Nossen-Nord (etwa 10 km) erreichbar. Durch das frühere Gemeindegebiet verläuft die Staatsstraße S 85 von Katzenberg an der B 101 über Lommatzsch nach Mehltheuer an der B 6. Im Jahr 1880 wurde die Bahnstrecke Riesa–Nossen eröffnet, an der Leuben einen Bahnhof erhielt. Sie ist inzwischen stillgelegt worden. Zudem bestand von 1911 bis 1970 die Schmalspurbahn Wilsdruff–Gärtitz, die Lommatzsch mit Döbeln verband.

## Söhne und Töchter des Ortes
- Christian Leberecht Heyne (* 1751 in Leuben; † 1821 in Hirschberg im Vogtland), Dramatiker, Erzähler und Übersetzer
- Friedrich Adolph Heyne (* 1760 in Leuben; † 1826 in Rochlitz), Privatgelehrter und Botaniker
- Arthur Kunath (* 1914 in Leuben; † 1995), Offizier der Nationalen Volksarmee, Stadtkommandant von Berlin
- Reinhard Bohse (* 1948 in Leuben), Geologe, Verlagslektor und Autor
- Horst Engelhardt (* 1951 in Leuben; † 2014 in Eichwerder), dt. Bildhauer